# 静内郡
- 令制国一覧 > 北海道 (令制) > 日高国 > 静内郡
- 日本 > 北海道 > 日高支庁 > 静内郡

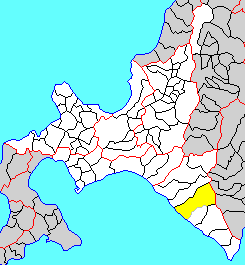
北海道静内郡の位置（黄：明治期）

静内郡（しずないぐん）は、北海道（日高国）日高支庁にあった郡。

## 郡域
1879年（明治12年）に行政区画として発足した当時の郡域は、日高郡新ひだか町の一部（静内各町）にあたる。

## 歴史

### 郡発足までの沿革
鎌倉時代から室町時代にかけて、本州側と交易などが行われたと考えられている。
江戸時代に入ると、松前藩の商場知行制による商場が開かれ、後に場所請負制に移行しシツナイ場所が現在の春立地区元静内に位置した。名前の由来は元静内沢のアイヌ語名であり、函館市中央図書館所蔵『松前蝦夷図』には「スツツ子」、1791年（寛政3年）の『東蝦夷地松前ヨリアツケシ迄道中記』ではアイヌの発音として「シツツ子」、上原熊次郎「蝦夷地名考并里程記」（1824年、文政7年）にはアイヌ語の音として「シユツ子」が記録されている。地名の解釈については「曾祖母の沢」「祖母の沢」「ぶどうづるの沢」などの諸説がある。漢字表記は志津内、室内など。陸上交通は、渡島国の箱館から道東や千島国方面に至る道（国道235号の前身）の途上となっていた。
江戸時代初期、『松前年々記』によると1633年（寛永10年）に「渋チヤリ」（現在の静内）で金山の見立てが行われた。また同書によると、1660年（万治3年）には「渋チヤリ川」（現在の静内川）で「異魚」が現れたという。1669年（寛文9年）にはこの地でシャクシャインの戦いの戦端が開かれる。『松前蝦夷図』には「ヒホラ川」（「ヒホク川」の誤記）「シフチヤリ」「ウセ内」「スツツ子」「ケリま」が見える。江戸時代中期、1700年（元禄13年）成立の松前島郷帳には「にかぶ」「しぶちやり」「みついたし」（「みついし」の誤記）の記載がある。寛政年間には靜内神社前身の蛭子神社が創建される。
江戸時代後期、静内場所は東蝦夷地に属し、幕府が警固のため天領とし官馬が置かれていた。また文化年間には金刀比羅神社前身の弁天社についての記載がみられる。 1821年（文政4年）いったん松前藩領に復すものの、1855年（安政2年）再び天領となり、仙台藩が警固をおこなった。1859年（安政6年）会所が東静内に移設される。戊辰戦争（箱館戦争）終結直後の1869年、大宝律令の国郡里制を踏襲して静内郡が置かれた。

### 郡発足以降の沿革
- 明治2年

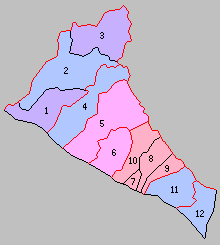
北海道一・二級町村制施行時の静内郡の町村（5.静内村 桃：新ひだか町）

  - 8月15日（1869年9月20日） - 北海道で国郡里制が施行され、日高国および静内郡が設置される。開拓使が管轄。
  - 9月3日（1869年10月7日） - 増上寺の領地となる（北海道の分領支配）。
- 明治3年10月15日（1870年11月8日） - 稲田邦植の領地となる（同上）。
- 明治4年8月20日（1871年10月4日） - 廃藩置県により再び開拓使の管轄となる。
- 明治5年
  - 4月9日（1872年5月15日） - 全国一律に戸長・副戸長を設置（大区小区制）。
  - 10月10日（1872年11月10日） - 4月に設置された区を大区と改称し、その下に旧来の町村をいくつかまとめて小区を設置（大区小区制）。
- 明治9年（1876年）9月 - 従来開拓使において随意定めた大小区画を廃し、新たに全道を30の大区に分ち、大区の下に166の小区を設けた。

- 第22大区
  - 5小区 ： 下下方村、中下方村、上下方村、目名村、遠仏村、幕別村、市父村、農家村、碧蘂村
  - 6小区 ： 有良村、婦蟹村、佐妻村、捫別村、春立村、音江村、遠別村

- 明治12年（1879年）7月23日 - 郡区町村編制法の北海道での施行により、行政区画としての静内郡が発足。
- 明治13年（1880年）3月 - 勇払郡外四郡役所（勇払白老千歳沙流新冠静内郡役所）の管轄となる。
- 明治15年（1882年）2月8日 - 廃使置県により札幌県の管轄となる。
- 明治19年（1886年）1月26日 - 廃県置庁により北海道庁札幌本庁の管轄となる。
- 明治20年（1888年）6月 - 浦河郡外六郡役所（浦河三石様似幌泉沙流新冠静内郡役所）の管轄となる。
- 明治30年（1897年）11月5日 - 郡役所が廃止され、浦河支庁の管轄となる。
- 明治42年（1909年）4月1日 - 北海道二級町村制の施行により、下下方村（戸長役場所在地）、中下方村、上下方村、目名村、遠仏村、幕別村、市父村、農家村、碧蘂村、有良村、捫別村、婦蟹村、佐妻村、春立村、遠別村、音江村の区域をもって静内村が発足。（1村）
- 大正13年（1924年）4月1日 - 静内村が北海道一級町村制を施行。
- 昭和6年（1931年）10月1日 - 静内村が町制施行して静内町（一級町）となる。（1町）
- 昭和7年（1932年）8月15日 - 浦河支庁が改称して日高支庁となる。
- 昭和18年（1943年）6月1日 - 北海道一・二級町村制が廃止され、北海道で町村制を施行。
- 昭和22年（1947年）5月3日 - 地方自治法の施行により北海道日高支庁の管轄となる。
- 平成18年（2006年）3月31日 - 静内町が三石郡三石町と合併して日高郡新ひだか町が発足。同日静内郡消滅。